# Остин Пауэрс
«Остин Пауэрс» (англ. Austin Powers) — серия шпионских комедийных фильмов: «Остин Пауэрс: Человек-загадка международного масштаба» (1997), «Остин Пауэрс: Шпион, который меня соблазнил» (1999) и «Остин Пауэрс: Голдмембер» (2002). Фильмы были продюсированы и написаны Майком Майерсом, который также сыграл главного персонажа и Доктора Зло. Они были режиссированы Джеем Роучем и распространены New Line Cinema.
Франшиза пародирует многочисленные фильмы и персонажей, в том числе серию о Джеймсе Бонде и сериал о Джейсоне Кинге, и включает в себя множество других элементов популярной культуры, в частности, показывает борьбу британского шпиона с заклятым врагом. Персонаж Пауэрса — образец стиля Свингующего Лондона 1960-х, включая стиль одежды, приверженность свободной любви и использование двусмысленных выражений.
Фильмы высмеивают нереалистичные сюжеты, постоянные сексуальные инсинуации и стереотипных персонажей, связанных с шпионскими фильмами 1960-х годов, а также клише ультраобходительного супершпиона.
Главная тема фильмов заключается в том, что главный злодей Доктор Зло замышляет планы вымогания крупных сумм денег у правительств или международных организаций, но ему постоянно мешает Пауэрс и, в некоторой степени, его собственная недостаточная осведомлённость о культуре и жизни в 1990-х годах.
В «Остин Пауэрс: Человек-загадка международного масштаба» Остин и Доктор Зло пробуждаются после тридцатилетней криогенной заморозки. Продолжая включать культурные элементы 1960-х и 1970-х годов, «Остин Пауэрс: Шпион, который меня соблазнил» и «Остин Пауэрс: Голдмембер» показывают путешествие во времени в качестве механизма сюжета и намеренно игнорируют противоречия. Предполагаемый четвёртый фильм, как сообщается, находится в разработке с 2005 года, но с тех пор притормозился.

## Разработка
Сам Майерс заявил в интервью, что идея Остина Пауэрса пришла к нему однажды ночью, когда он ехал домой с тренировок по хоккею. Услышав песню «The Look of Love» Берта Бакарака по его рации в машине, он удивился: «Куда делись все свингеры?» и задумал персонажа, который станет Остином Пауэрсом.
В интервью 2018 года, проведённом в Access Hollywood, Майерс заявил: «После того, как мой отец умер в 1991 году, я оценивал его влияние на меня как личность и его влияние на меня с помощью комедии в целом. Так что Остин Пауэрс был данью уважения моему отцу, который [познакомил меня с] Джеймсом Бондом, Питером Селлерсом, The Beatles, The Goodies, Питером Куком и Дадли Муром».
Первая фраза, которую он подумал, мог бы сказать персонаж: «Я делаю тебя возбуждённой?», которая позже стала действительно броской фразой для персонажа. Ещё он раскрыл, что персонаж также опирается на его воспоминания о бывшем диджее Radio Caroline Саймона Ди, который в 1967 году провел первое настоящее телевизионное чат-шоу в Великобритании, которое закончилось тем, что он уехал на спортивной машине с молодой блондинкой на пассажирском сиденье. Важным вдохновением для сериала является британский супер-шпион Джеймс Бонд. Майерс сказал о Бонде: «Я даже не могу сказать вам, насколько он был высок в нашем доме ⟨…⟩ Именно поэтому я хотел сыграть Остина Пауэрса. Остин Пауэрс из чистой любви к Джеймсу Бонду».
Хотя Майерс по происхождению канадец, его родители являются выходцами из Ливерпуля, Англия, и Майерс имеет двойное гражданство. Хотя фильмы пародируют сюжеты и персонажей шпионских фильмов 1960-х годов и сцены моды Свингующего Лондона той эпохи, на юмор повлияло британское наследие Майерса, в частности фильмы «Carry On» и комедийные произведения Бенни Хилла и Питера Селлерса, последний из которых Майерс является признанным фанатом (его любимые фильмы пародия на Бонда, «Казино „Рояль“» и «Вечеринка»).
«Остин Пауэрс» — это всё, что я смотрел (по телевизору в конце шестидесятых). Мои родители были из Ливерпуля, и нет никого более англичанина, чем англичанин, который там больше не живёт. Каждая молекула британской культуры, попавшая через Атлантику, была испытана и почитаема.
Майк Майерс.
Плохие зубы Пауэрса были созданы зубным техником из Лос-Анджелеса Гэри Арчером. Майерс пришёл к Арчеру и сказал ему: «Я хочу плохие британские зубы 1960-х», основываясь на широко распространённом стереотипе. Арчер фотографировал покровителей-экспатов в английском пабе, который он часто посещал в долине Сан-Фернандо, делал наброски и показывал дизайн Майерсу. Майерс сказал ему, что тот «успешно справился».
Влияние из фильмов Селлерса очевидны на протяжении всей серии; персонаж Остин Пауэрс отражает вдохновение исполнение персонажа Селлерса Роберта Денверса в фильме 1970 года «Эй! В моем супе девушка». Майерс заявляет, что внешность Пауэрса была вдохновлена вымышленным авантюрным персонажем Джейсоном Кингом (его сыграл Питер Уингард) из шпионского фантастического сериала ITV Департамент S, который фигурировал в одноимённый спин-офф сериала. Майерс также находился под влиянием комедийной труппы «Монти Пайтон».
Заметное влияние также оказали: телесериал BBC Адам Адамант жив!, главным героем которого был шпион викторианской эпохи, который был заморожен в 1902 году, а затем возрождён в 1966 году; фильмы «The Beatles», телесериал «The Monkees», Джеймс Бонд и скетч «коктейльная вечеринка» из сериала «Хохмы Роуэна и Мартина». Пауэрс также находился под влиянием секретного агента Гарри Палмера (его сыграл Майкл Кейн в пяти фильмах, начиная с фильма 1965 года «Досье „Ипкресс“»). Сам Кейн снялся в фильме «Остин Пауэрс: Голдмембер» (2002), где он сыграл Найджела Пауэрса, отца Остина Пауэрса, подделывающего Гарри Палмера.

## Главный состав и команда
| Актёр/Актриса             | Остин Пауэрс: Человек-загадка международного масштаба | Остин Пауэрс: Шпион, который меня соблазнил                              | Остин Пауэрс: Голдмембер                                                 |
| ------------------------- | ----------------------------------------------------- | ------------------------------------------------------------------------ | ------------------------------------------------------------------------ |
| Майк Майерс               | Остин Пауэрс                                          | Остин Пауэрс                                                             | Остин Пауэрс                                                             |
| Майк Майерс               | Доктор Зло                                            |                                                                          |                                                                          |
| Майк Майерс               | –                                                     | Жирный ублюдок                                                           | Жирный ублюдок                                                           |
| Майк Майерс               | –                                                     | –                                                                        | Голдмембер                                                               |
| Майкл Йорк                | Базил Разоблачитель                                   | Базил Разоблачитель                                                      | Базил Разоблачитель                                                      |
| Роберт Вагнер             | Номер 2                                               | Номер 2                                                                  | Номер 2                                                                  |
| Минди Стерлинг            | фрау Фарбиссина                                       | фрау Фарбиссина                                                          | фрау Фарбиссина                                                          |
| Сет Грин                  | Скотт Зло                                             | Скотт Зло                                                                | Скотт Зло                                                                |
| Элизабет Хёрли            | Ванесса Кенсингтон                                    | Ванесса Кенсингтон                                                       | –                                                                        |
| Верн Тройер               | –                                                     | Мини-Мы                                                                  | Мини-Мы                                                                  |
| Хизер Грэм                | –                                                     | Фелиция Трахвелл                                                         | –                                                                        |
| Бейонсе Ноулз             | –                                                     | –                                                                        | Фокси Клеопатра                                                          |
| Майкл Кейн                | –                                                     | –                                                                        | Найджел Пауэрс                                                           |
|                           |                                                       |                                                                          |                                                                          |
| Работа над фильмом        | Остин Пауэрс: Человек-загадка международного масштаба | Остин Пауэрс: Шпион, который меня соблазнил                              | Остин Пауэрс: Голдмембер                                                 |
| Режиссёр                  | Джей Роуч                                             | Джей Роуч                                                                | Джей Роуч                                                                |
| Продюсеры                 | Майк Майерс Деми Мур Дженнифер Тодд Сюзанн Тодд       | Майк Майерс Джон Лайонс Эрик МакЛеод Деми Мур Дженнифер Тодд Сюзанн Тодд | Майк Майерс Джон Лайонс Эрик МакЛеод Деми Мур Дженнифер Тодд Сюзанн Тодд |
| Сценаристы                | Майк Майерс                                           | Майк Майерс Майкл МакКаллерс                                             | Майк Майерс Майкл МакКаллерс                                             |
| Композитор                | Джордж С. Клинтон                                     | Джордж С. Клинтон                                                        | Джордж С. Клинтон                                                        |
| Операторы                 | Питер Деминг                                          | Или Штайгер                                                              | Питер Деминг                                                             |
| Монтажёры                 | Дебра Нил Фишер Доун Хоггатт                          | Дебра Нил Фишер Джон Полл                                                | Грег Хейден Джон Полл                                                    |
| Производственная компания | Capella International Moving Pictures Eric’s Boy      | Team Todd Moving Pictures Eric’s Boy                                     | Gratitude International Team Todd Moving Pictures                        |
| Распространенная компания | New Line Cinema                                       | New Line Cinema                                                          | New Line Cinema                                                          |

## Машины
В серии были представлены две автомобильные номерные таблички «SWINGER» и «SWINGER2», которые в совокупности были названы «Shaguars», которые были изображены на Jaguar E-Type 1961 года и кабриолете Jaguar XK8 2001 года со схемой окраски Union Jack. Министерство обороны создает две машины для перевозки Пауэрса во времени: психоделическая радуга, нарисованная в 1999 году на втором автомобиле Volkswagen «New Beetle», и фиолетовый «пимпмобиль» Cadillac Eldorado Fleetwood 1975 года (номерной знак «SWNGR 3») в третьем фильме.
Кроме того, Фелиция Трахвелл управляет Chevrolet Corvette 1965 года со схемой окраски под американский флаг во втором фильме, и Найджел Пауэрс имеет Mini Cooper 2001 года, способный путешествовать под водой, с номерным знаком «GR8SHAG» — в третьем.

## Приём

### Кассовые сборы
| Фильм                                                   | Дата выпуска | Бюджет      | Доходы от кассовых сборов | Доходы от кассовых сборов | Доходы от кассовых сборов | Рейтинг кассовых сборов | Рейтинг кассовых сборов | Cc     |
| Фильм                                                   | Дата выпуска | Бюджет      | Соединенные Штаты         | Другие страны             | В мире                    | За всё время в США      | За всё время в мире     | Cc     |
| ------------------------------------------------------- | ------------ | ----------- | ------------------------- | ------------------------- | ------------------------- | ----------------------- | ----------------------- | ------ |
| «Остин Пауэрс: Человек-загадка международного масштаба» | 2 мая 1997   | 16,5 млн $  | 53 883 989 $              | 13 800 000 $              | 67 683 989 $              | #1,171                  |                         | [ 8 ]  |
| «Остин Пауэрс: Шпион, который меня соблазнил»           | 11 июня 1999 | 33 млн $    | 206 040 086 $             | 105 976 772 $             | 312 016 858 $             | #119 & #152             | #257                    | [ 10 ] |
| «Остин Пауэрс: Голдмембер»                              | 26 июля 2002 | 63 млн $    | 213 307 889 $             | 83 347 542 $              | 296 655 431 $             | #110 & #188             | #283                    | [ 11 ] |
| Итог                                                    | Итог         | 112,5 млн $ | 473 231 964 $             | 203 124 314 $             | 676 356 278 $             |                         |                         | [ 12 ] |

### Критическая реакция
| Фильм                                     | Rotten Tomatoes    | Metacritic      |
| ----------------------------------------- | ------------------ | --------------- |
| «Человек-загадка международного масштаба» | 71 % (62 отзывов)  | 51 (25 отзывов) |
| «Шпион, который меня соблазнил»           | 52 % (87 отзывов)  | 59 (34 отзывов) |
| «Голдмембер»                              | 54 % (185 отзывов) | 62 (34 отзывов) |

## СМИ

### Фильмы
Серия состоит из трех фильмов:
- «Остин Пауэрс: Человек-загадка международного масштаба» выпущен 2 мая 1997 года.
- «Остин Пауэрс: Шпион, который меня соблазнил» выпущен 11 июня 1999 года.
- «Остин Пауэрс: Голдмембер» выпущен 26 июля 2002 года.

### Игры

#### Видео игры
- Austin Powers Operation: Trivia[англ.] (PC, Macintosh, 1999)
- Austin Powers: Oh, Behave! (Game Boy Color, 2000)
- Austin Powers: Welcome to My Underground Lair! (Game Boy Color, 2000)
- Austin Powers Pinball[англ.] (PlayStation и PC, 2002)

#### Другие
- Austin Powers, игра по выкупу билетов[англ.] от Sega Pinball[англ.] (1997)
- Austin Powers Collectible Card Game[англ.] от Decipher, Inc.[англ.] (1999)
- Austin Powers, пинбол-машина от Stern Pinball, Inc.[англ.] (2001)

## Отмененный анимационный сериал
HBO приобрело права на производство анимационного сериала по фильмам Остина Пауэрса в мае 1999 года. Несмотря на объявление планов на тринадцать эпизодов сезона, HBO в конечном счете отложило проект.

## Возможный четвёртый фильм
В октябре 2005 года в интервью Entertainment Weekly Майк Майерс обсудил возможность продвижения студийных источников с четвёртым фильмом. «Есть надежда!». «Мы все кружим и разговариваем друг с другом. Я скучаю по персонажам».
В мае 2007 года в интервью IGN спросили: «Так что, больше нет „Остина Пауэрса“?», и Майерс ответил: «Нет, нет, для четвёртого есть полностью задуманная идея, и я могу просто сказать, что это с точки зрения Доктора Зло. Так что, если вы уравновесили, что это будет Остин с Доктором Зло, это больше о докторе Зло, чем об Остине». Кроме того, в аудиокомментарии к DVD-релизу «Остин Пауэрс: Голдмембер» Майерс рассказал, что в четвёртом фильме Жирный ублюдок вернётся и восстановит вес, который он потерял в «Голдмембере».
В мае 2007 года на премьере фильма «Шрек Третий» Майк Майерс объявил, что запланирован четвёртый фильм «Остина Пауэрса», но в нём больше будет рассказано о Докторе Зло, чем об Остине. Он также сказал, что начнет работу над ним после того, как начнет работать над «Секс-гуру», которая стала кассовым провалом. В феврале 2008 года было объявлено, что Джей Роуч вернется в кресло режиссёра. В апреле 2008 года сообщалось, что Жизель Бюндхен была предложена роль в фильме.
Однако Сет Грин, сыгравший Скотта Зло, заявил, что на данный момент сценария нет и что «Остин Пауэрс 4» будет снят, если сценарий будет написан и одобрен. В июне 2008 года, когда его спросили о новом фильме про Остина Пауэрса, Майерс заявил: «У меня есть идея, и снова это одна из тех вещей, которые возникнут или не появятся» В июле 2008 года Майк Майерс заявил, что он начал писать Остина Пауэрса 4 и что сюжет «на самом деле о Докторе Зло и его сыне».
В марте 2010 года Джей Роуч сообщил MTV, что Майерс работает над идеями для четвёртого фильма. В августе 2011 года Майк Майерс объявил, что он вернется, и начал писать сценарий для четвёртой части. В сентябре 2013 года, когда его спросили о будущем «Остина Пауэрса», Майерс ответил: «Я всё ещё с этим разбираюсь». В сентябре 2015 года Верн Тройер выразил желание вернуться как Мини-Мы, если его попросят сделать это.
В мае 2016 года Роуча спросили о четвёртом фильме «Остина Пауэрса» во время интервью с Ларри Кингом, и он заявил, что идеи для четвёртого фильма, которые есть у него с Майерсом, хороши и интересны. В августе 2016 года в телефонном интервью в отношении четвёртой части серии «Остин Пауэрс» Майк Майерс заявил, что «Всё обсуждается, разрабатывается, и всё такое».
В апреле 2017 года, когда приближалась двадцатая годовщина первого фильма, Майк Майерс заявил: «Я хотел бы сделать ещё один, но тут нужно смотреть». Два дня спустя Роуч заявил, что четвёртый фильм появится только в том случае, если Майерс напишет для него хороший сюжет. В мае 2017 года Тройер заявил, что в четвёртом фильме Мини-Мы покажет, что может говорить. 5 апреля 2018 года Майерс повторил свою роль Доктора Зло в эпизоде "Вечернего шоу с Джимми Фэллоном", жалуясь на то, что его уволили с поста в администрации Трампа, и это вызвало предположение, что четвёртый фильм находится в разработке. Однако Тройер умер 21 апреля 2018 года, ещё больше задержав производство. Роуч заявил в интервью, что четвёртый фильм «Остина Пауэрса» может быть невозможен без Тройера.
В мае 2018 года Майерс подтвердил свою заинтересованность в создании четвёртого «Остина Пауэрса», заявив, что это будет весело, а также намекнул, что некоторая дань памяти Тройера может быть включена в фильм. В ноябре 2018 года Майерс заявил, что будущее проекта «выглядит хорошо» с уже написанным сценарием, и что Остин Пауэрс и доктор Зло скоро вернутся, сославшись на то, что производство задерживают его родительские обязанности, и добавив, что Роуч, скорее всего, вновь поставит фильм.
В январе 2020 года Джей Роуч снова указал, что он заинтересован в создании четвёртого фильма.